# 日進 (装甲巡洋艦)
日進（にっしん）は、日露戦争で活躍した日本海軍の春日型装甲巡洋艦の2番艦。一等巡洋艦（装甲巡洋艦）に類別された。同型艦は春日。

## 艦歴
19世紀後半から20世紀初頭にかけてアルゼンチンとチリはパタゴニア地方の領有権をめぐって対立して建艦競争を繰り広げており、1901年にはアルゼンチンはイタリアのアンサルド社に装甲巡洋艦2隻を発注した。そのうちの一隻、「Mariano Moreno」がのちの「日進」である。当初は「San Roca」と仮称されていた。1901年12月23日に契約が結ばれ、1902年3月29日に起工。1903年2月9日に進水した。しかし、1902年に両国の対立の解消がなされ、2隻は売りに出された。当時日露関係が悪化しており、ロシアが2隻の購入を試みたが、それは失敗した。ついでに日本が交渉し、1903年12月30日に契約が締結された。
1904年1月1日、「Mariano Moreno」は「日進」と改名される。2隻は1月7日に日本に引き渡され、1月9日にジェノバを出発して2月16日に横須賀に到着した。
日露戦争では
当初は第3艦隊に所属していたが、旅順封鎖中に触雷により戦艦2隻（八島、初瀬）を失った後は、戦艦と同等（射程の長さ）の戦力があるために同型艦「春日」とともに第1艦隊第1戦隊に編入され（正式な転属は黄海海戦の後）、黄海海戦や日本海海戦の主力として活躍した。日本海海戦では少尉候補生として山本五十六（当時は高野姓）も乗艦している。
明治39年（1906年）5月10日に愛知県愛知郡の香久山、白山、岩崎の3村が合併した際には、日進の日露戦争での活躍と功績にあやかって新村名を日進村（現・日進市）としている。
1904年4月 「春日」と共に旅順口攻撃に参加。後に第3艦隊が合流、第5戦隊編入。6月20日 第3艦隊旗艦。8月10日 黄海海戦に参加。明治38年（1905年）1月 第1艦隊第1戦隊旗艦。

### 日本海海戦
5月27日　日本海海戦に参加。

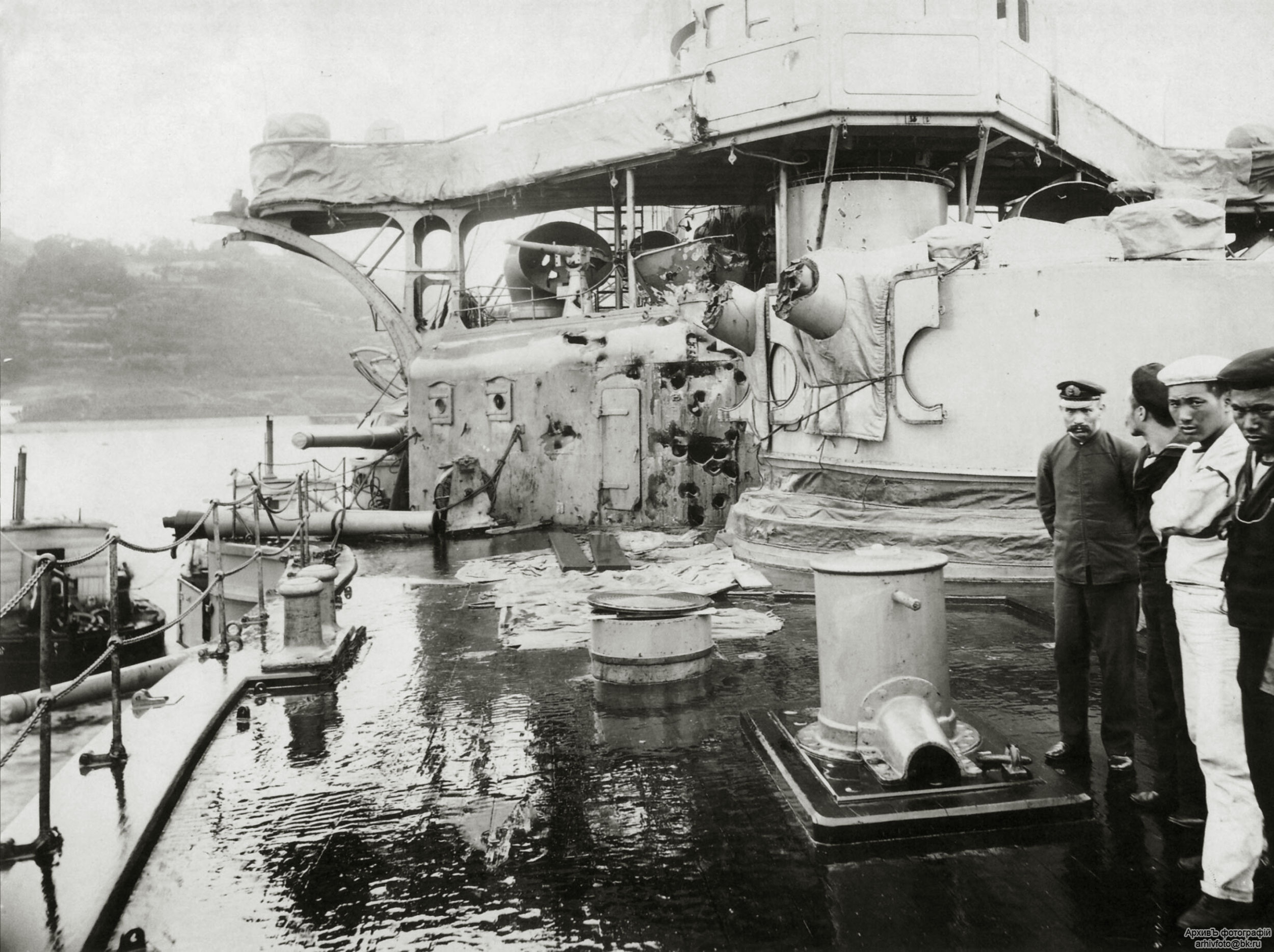
日本海海戦後に撮られた「日進」。砲身が根元で断裂している。

同海戦において日進は第1戦隊の殿艦を務め、一時は一斉回頭により先頭を進むことがあり、それ故に東郷平八郎の座乗する旗艦「三笠」に次ぐ多数の敵弾を浴び、艦の指揮系統を含めて多数の戦傷者を出した。少尉候補生として乗り込んだ山本五十六（当時は高野姓）も海戦中に砲身爆発（敵弾によるとも砲門内爆発ともいわれている）により重傷を負っている。また第1戦隊司令官の三須宗太郎も左目を失明するなどの重傷を負っている。
アルゼンチン海軍大佐で日進の建造委員長だったマヌエル・ドメック・ガルシアも観戦武官として乗艦しており、その記録を「海戦記」としてまとめている。アルゼンチン共和国の首都ブエノスアイレスから車で1時間ほどにあるアルゼンチン海軍博物館には日露戦争関係の資料が展示されているが、その中にガルシアが戦争が終わってアルゼンチンに帰国した時に著した『日露戦争観戦武官の記録』（全5巻　約1400ページ）がある。戦闘現場からの報告に加え作戦の分析から日本海軍の戦略、更に当時の日本国民がロシア帝国に何を思い、戦争にどう挑んだかを記録している。機密資料として長い間アルゼンチンから出ることはなかったが、海上自衛隊の五味睦佳海将補（後に海将・自衛艦隊司令官）は、1993年に練習艦隊司令官として遠洋練習航海の部隊を率いてアルゼンチンを訪問中に、歴史資料館に案内された。その時日本の艦隊にアルゼンチンの観戦武官がいたという事実を知る。そしてアルゼンチンの海軍関係者に日本海海戦の関連資料を日本に提供して欲しいと働きかけ、1998年に日本語訳が出版された。その後、日本海海戦から100年にあたる2005年にその増補・改題版が出版された。
ガルシアの孫から聞いた話として高山正之は、司令官負傷の際に艦長も負傷し、ガルシアが代わりに艦の指揮を執ったという話を紹介した。ただしこれには艦長の負傷などに裏づけ（「海戦記」にも艦長は負傷していないと書かれており、日本側戦史の負傷者リストにも名前がない）がないと水交会が反論している。水交会では戦闘に参加したとしても砲の射手を務めたに過ぎないとしている。
7月4日から第3艦隊第5戦隊に所属し、樺太占領作戦に参加。明治39年（1906年）11月22日 第1艦隊旗艦。

### 爆発事故
1912年11月18日、演習および観艦式からの帰路の途中で寄港していた清水港で「日進」の火薬庫爆発が発生した。午後6時50分ごろ後部8インチ砲塔付近で爆発が発生したが、火薬庫注水などの措置が迅速に行われ、損傷は軽微なものにとどまった。人的な被害は死者2名負傷者17名であった。航行も可能であった「日進」は横須賀に回航され、「筑波」艦長の鈴木貫太郎大佐を委員長とする横須賀鎮守府の査問会により事故調査が行われた。実質10日間の査問期間で爆発の原因は火薬の自然発火であるとの結論が出されたが、後日真因が明らかとなった。1913年8月に殺人事件を起こした予備役二等兵曹が、「日進」の火薬庫を爆発させたと告白した。不満を抱いていたこの人物は艦長に脅迫状を送ったものの反応がなかったため艦の爆破を企んだのであった。その後、予備役二等兵曹は、翌年の1914年7月7日に舞鶴鎮守府軍法会議によって死刑判決が下され、1915年に死刑執行されている。また、大正時代で殺人罪との併合があれど、海軍刑法（罪状：艦船破壊未遂罪）を犯した罪により唯一死刑執行された事例である。

### その後
大正3年（1914年）、第一次世界大戦により、北太平洋、ボルネオ、シンガポール、南太平洋警備。大正6年（1917年）4月29日、第1特務艦隊に所属、オーストラリア､インド洋で船団護衛。大正7年（1918年）11月22日、第2特務艦隊に所属、マルタ基地から地中海船団を護衛後、日本に回航される旧ドイツ潜水艦を護衛。

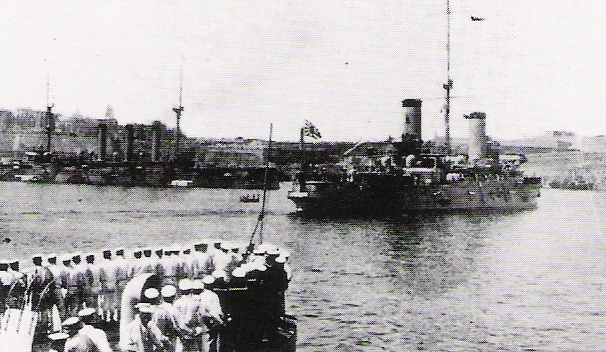
マルタ島での日進

大正10年（1921年）9月1日、一等海防艦。
大正11年（1922年）4月4日、シベリア出兵により沿海州方面警備。
昭和6年（1931年）6月1日、海防艦。
昭和10年（1935年）4月1日 除籍、廃艦第6号。10月9日 呉に回航し亀ヶ首発射実験場で大和級戦艦用の46cm砲弾実験に使用中、艦底に命中した一発のため浸水が止まらず、転覆沈没。10月12日 深田海事工業により引揚、浅瀬に座礁処置の上、解体。

## 艦長
※『日本海軍史』第9巻・第10巻の「将官履歴」及び『官報』に基づく。階級は就任時のもの。
- 竹内平太郎 大佐：1904年2月16日 - 1905年12月12日
- 福井正義 大佐：1905年12月12日 - 1906年10月22日
- 釜屋忠道 大佐：1906年10月22日 - 1907年8月5日
- 西山保吉 大佐：1907年8月5日 - 1908年4月7日
- 牛田従三郎 大佐：1908年4月7日 - 11月20日
- 三上兵吉 大佐：1908年11月20日 - 12月10日
- 山田猶之助 大佐：1908年12月10日 - 1909年12月1日
- 山中柴吉 大佐：1909年12月1日 - 1910年10月26日
- 木村剛 大佐：1910年10月26日 - 1911年12月1日
- （兼）高木七太郎 大佐：1912年4月30日 - 7月31日
- 広瀬順太郎 大佐：1912年7月31日 - 1913年1月10日
- （兼）榊原忠三郎 大佐：1913年1月10日 - 4月1日
- 九津見雅雄 大佐：1913年5月24日 - 6月3日
- （兼）水町元 大佐：1914年1月24日 - 5月27日
- 川原袈裟太郎 大佐：1914年5月27日 - 1915年5月1日
- 増田高頼 大佐：1915年5月1日 - 12月13日
- 島内桓太 大佐：1915年12月13日 - 1916年12月1日
- 小牧自然 大佐：1916年12月1日 - 1917年12月26日
- 安村介一 大佐：1917年12月26日 - 1918年5月3日
- 長沢直太郎 大佐：1918年5月3日 - 1919年11月3日
- 江口金馬 大佐：1919年11月3日 - 1920年11月12日
- 丸橋清一郎 大佐：1920年11月12日[20] - 1921年9月20日[21]
- （兼）水谷耕喜 大佐：1921年9月20日[21] - 1921年12月1日[22]
- 水谷耕喜 大佐：1921年12月1日[22] - 1922年1月10日[23]
- 森初次 大佐：1922年1月10日 - 1922年11月10日
- 七田今朝一 大佐：1922年11月10日 - 1923年5月1日
- 松本匠 大佐：1923年5月1日 - 1923年11月1日
- 藤井謙介 大佐：1923年11月1日 - 1924年12月1日
- 福岡成一 大佐：1924年12月1日[24] - 1925年4月20日[25]
- 福原五郎 大佐：1925年4月20日[25] - 1926年5月1日[26]
- 長谷川清 大佐：1926年5月1日 - 12月1日
- 高橋雄三郎 大佐：1926年12月1日[27] - 1927年12月1日[28]
- 田尻敏郎 大佐：1927年12月1日 - 1928年12月10日
- 石川哲四郎 大佐：1928年12月10日 - 1929年11月30日
- 波多野二郎 大佐：1929年11月30日[29] - 1930年11月15日[30]
- 竹下志計理 中佐：1930年11月15日 - 1931年12月1日
- 山内大蔵 大佐：1931年12月1日[31] - 1932年12月1日[32]
- 蓑妻凖二 中佐：1932年12月1日[32] - 1933年11月15日[33]
- 井沢徹 大佐：1933年11月15日[33] - 1934年5月25日[34]
- （兼）柴山昌生 大佐：1934年5月25日 - 7月10日
- 増田実 大佐：1934年7月10日[35] -